# Curvicladium kurzii
Curvicladium kurzii är en bladmossart som beskrevs av Johannes Enroth 1993. Curvicladium kurzii ingår i släktet Curvicladium och familjen Neckeraceae. Inga underarter finns listade i Catalogue of Life.